# Combat Rock
A Combat Rock egy stúdióalbum az angliai The Clash zenekartól. 1982-ben jelent meg, a CBS Records lemezkiadó vállalat gondozásában. Legnagyobb sláger a lemezről a Should I Stay or Should I Go c. dal, amely egyben az együttes egyik minden idők legismertebb dala.

## Számok

### 1. oldal
1. "Know Your Rights" - 3:38
2. "Car Jamming" – 3:58
3. "Should I Stay or Should I Go" – 3:06
4. "Rock The Casbah" – 3:14
5. "Red Angel Dragnet" - 3:48
6. "Straight To Hell" - 5:30

### 2. oldal
1. "Overpovered by Funk" – 4:55
2. "Atom Tan" – 2:36
3. "Sean Flynn" – 4:30
4. "Ghetto Defendant" – 3:50
5. "Inoculated City" - 2:43
6. "Death Is A Star" - 3:08